# L.A. ギャング ストーリー
『L.A. ギャング ストーリー』（原題: Gangster Squad）は、ルーベン・フライシャー監督による犯罪映画である。脚本はウィル・ビール、出演はライアン・ゴズリング、エマ・ストーン、ショーン・ペン、ジョシュ・ブローリンら。1940年代から1950年代のロサンゼルスで起きた実話を基に、ロス市警とギャングの戦いを描く。R15+指定。

## あらすじ
1940年代末のアメリカ、ロサンゼルス。街はミッキー・コーエン率いる巨大ギャングによって支配され、あらゆる犯罪が横行し、頼みの警察もある者はコーエンの配下の汚職警官、ある者はコーエンを恐れて取り締まりをしない、といった状況であった。そんな状況でもコーエンを恐れず正義を執行するジョン・オマラ巡査部長に、市警本部長のビル・パーカーは目をつける。
パーカーはコーエンを打倒するために、正式な取り締まりでなく非合法的な攻撃によってコーエンの組織を衰退させる計画をジョンに打ち明ける。元軍人で特殊作戦にも従事したことのあるジョンは、警察の支援はおろか同僚にすら身分が明かせない危険な作戦を了承し、早速チームの編成を行う。
ジョンの子供を身籠もっている妻のコニーは当初は反対するも、結局は彼の熱意を理解してチーム編成を手伝うことにする。ジョンはコニーの助言から、投げナイフの使い手であり麻薬の取り締まりに力を入れていたコールマン・ハリス、数々の武勲を立てていた凄腕の老ガンマン、マックス・ケナード、元軍諜報部員で盗聴工作のプロであるコンウェル・キーラーの3警官を仲間に引き入れる。
一方、ジョンの同僚であるジェリー・ウーターズ巡査部長は、コーエンの配下ではないが面倒事には手は出さない主義であり、手配犯であるが情報屋で友人のジャック・ウェイレンとつるむ日々を送っていた。彼はコーエンの世話係であるグレイス・ファラデーに魅せられ、交際するようになるが、もしこの件がコーエンに露見すると非常に危険なことになることを二人は理解していた。
ジョンが声をかけた3人は作戦を了承し、まずコーエンのカジノを襲撃する作戦を実行しようと集まった際、こっそりチームについてきたケナードの部下であり、自動車運転に長けるナビダ・ラミレスに計画を聞かれ、渋々彼を加えた5名で襲撃を行う。だが、コーエン配下の警官が多数護衛を務めているカジノであったことを知らず、逆に追い返されたうえにジョンとコールマンが逮捕され、早くもチームは窮地に陥る。
そんな時、コーエンは日ごろから対立していたギャングのジャック・ドラグナを路上で襲撃するように配下の殺し屋であるレヴォックらに指示。ドラグナは激しい銃撃に晒されながらも辛くも生き延びるが近くにいたジェリーも銃撃に巻き込まれ、傍にいたジェリーと親しい靴磨きの少年ピートが銃弾を受けて死亡してしまう。激怒したジェリーは襲撃犯を射殺。その足でダンスホールにいるコーエンを殺害しようとするがその場にいたウェイレンに止められ、コーエンのカジノが襲撃された件を聞く。そこで逮捕された2名がジョンらであることを察したジェリーは、コーエンの配下を偽って2人が囚われた警察署を襲撃。マックス、コンウェル、ナビタらの手伝いもあり脱獄は成功し、これを機にジェリーもジョンのチームに加わる。
コンウェルの計画によってコーエンの自宅に盗聴器の設置を成功させたチームは情報収集を行い、麻薬ルートの襲撃を成功させるなど戦果を上げるが、チームの行為をドラグナの報復行為であると考えたコーエンは右腕の用心棒であるカール・ロックウッドにドラグナの抹殺を指示。ロックウッドはドラグナだけでなく、その妻や使用人らを皆殺しにする。只でさえギャング同然の行為である上、自分たちの行動で関係ない人間にまで死者が出たことにチーム内でジョンを除く唯一の妻子持ちであるコンウェルは嫌悪感を訴え、コーエンの元に恋人のグレイスがいるジェリーも危機感を隠せないでいた。
そんな中、コンウェルの盗聴によってコーエンの大きな稼ぎの元である隠れ電信会社の存在を突き止めたチームは会社の壊滅に成功するが、その場にあった金を一切盗まなかったことからコーエンに襲撃者がギャングでなく警官であることを察知され、そこから盗聴器の存在やチームの身元が割れてしまう。それを知らないジョンたちはコーエンの罠である偽の取引におびき出される。
別行動を取っていたジェリーはグレイスがコーエンの手下に襲撃されたのを間一髪守り、自分たちの状況を理解するとグレイスをウェイレンに預け、ジョンたちの加勢に向かう。ジョンらはレヴォックらコーエンの手下らの襲撃を受けるが、ジェリーの活躍で窮地を脱する。が、チームに同行せず、アジトにて盗聴による情報収集を行っていたコンウェルがロックウッドの襲撃によって命を落としてしまう。
さらにジョンの妻コニーも襲撃を受け、ウェイレンの元に身を寄せていたグレイスの元にはコーエンが直々に出向き、グレイスをかばったウェイレンはコーエンに殺害される。コニーは辛うじて無事であり、子供も無事に出産できたが、コーエンに正体がバレてしまった以上、ロスからの逃亡を余儀なくされる。
チームの行為が明るみに出て、このままでは彼らの懲戒免職は避けられず、パーカーの引責辞任も時間の問題となった。ジョンは最後の賭けとしてコーエンがウェイレンを殺害したのを目撃したグレイスの証言をもとに、コーエンを殺人容疑で逮捕しようとする。死亡したコンウェルの盗聴によって入手していた情報でコーエンに抱きこまれていた判事を脅迫し、逮捕状を入手したジョンはチームの4名と共にコーエンが宿泊しているホテルを急襲する。重武装した部下と共に籠っていたコーエンとジョンたちの最後の戦いが幕を開ける。
激しい銃撃戦の末、マックスが殉職するが、ジョンはコーエンとの一騎討ちを制し、コーエンを逮捕する。グレイスの証言でコーエンは有罪となり、一味は崩壊する。平和の訪れたロサンゼルスではジェリーとグレイスが結ばれ、ジョンはバッジを捨て妻子と穏やかな暮らしを始めていた。

## キャスト
※括弧内は日本語吹替
- ジョン・オマラ - ジョシュ・ブローリン[7]（楠大典）

巡査部長。無口で頑固な性格だが正義感は強い。
- ジェリー・ウーターズ - ライアン・ゴズリング[7]（加瀬康之）

巡査部長。ジョンの同僚。正義感はあるが怠惰な生活を送っている。
- ミッキー・コーエン - ショーン・ペン[7]（山路和弘）

巨大ギャングのボス。元ボクサーのユダヤ系。
- グレイス・ファラデー - エマ・ストーン[8]（佐古真弓）

コーエンの世話係。礼儀作法の先生。元は映画スターになるのが夢だった。
- ビル・パーカー（英語版） - ニック・ノルティ[9]（廣田行生）

市警本部長。コーエンに屈しない大人物。
- コールマン・ハリス巡査 - アンソニー・マッキー[10]（高橋英則）

麻薬により姪を亡くしている。
- コンウェル・キーラー - ジョヴァンニ・リビシ[11]（村治学）

巡査。元軍諜報部員。妻子持ち。頭脳明晰で盗聴が得意。
- ナビダ・ラミレス巡査 - マイケル・ペーニャ[12]（白熊寛嗣）

巡査。マックスの友人。自動車運転に長ける。
- マックス・ケナード - ロバート・パトリック（秋元羊介）

巡査。ガンマンとしても一流。雑誌に載るほどの有名人。
- コニー・オマラ - ミレイユ・イーノス（加藤優子）

ジョンの妻。妊娠中。
- ジャック・ウェイレン（英語版） - サリバン・ステイプルトン

ジェリーの友人。情報屋。
- カール・ロックウッド - ホルト・マッキャラニー

コーエンの片腕。
- ダリル・ゲイツ（英語版） - ジョシュ・ペンス
- ピート - オースティン・エイブラムス

靴磨きの少年。
- ジャック・ドラグナ - ジョン・ポリト

ギャング。コーエンと対立している。
- ミッチ・ラシーン - ジェームズ・ヘバート
- カーター判事 - ジョン・アイルウォード
- レヴォック - トロイ・ギャリティ（今村一誌洋）

殺し屋。
- ジョニー・ストンパナート（英語版） - ジェームズ・カルピネロ（英語版）
- ルッソ - フランク・グリロ（ノンクレジット）

## 製作
主要撮影は2011年9月6日よりロサンゼルスで始まった。セットはサンフェルナンドバレーの北部から郡の境界線の南部のロサンゼルス郡に設置され、他にカルバーシティのソニー・スタジオにも建てられた。撮影は2011年12月15日に完了した。

## 銃乱射事件の影響
最初の予告編は2012年5月9日に公開された。しかし、ワーナー・ブラザースは2012年7月20日にコロラド州オーロラで起きた銃乱射事件を受け、グローマンズ・チャイニーズ・シアターで男たちが観客に向かって短機関銃を乱射するシーンが含まれていたこの予告編の映画館での上映およびインターネットへの掲載を中止した。そして数日後、同社は映画の再撮影を行うため、2012年9月7日とされていた北米における公開日を2013年1月11日へと延期した。当初2012年12月21日とされていた日本での公開も、2013年5月3日に延期された。

## 評価
Rotten Tomatoesでは148件のレビュで支持率は32%となり、「『L.A. ギャング ストーリー』はスタイリッシュであり、才能のあるキャストを揃えているが、精彩を欠いた脚本、不充分なキャラクターと過剰な暴力に苦しんでいる」とまとめられた。

## Blu-ray / DVD
日本ではワーナー・ホーム・ビデオより発売。
- 【初回限定生産】L.A. ギャング ストーリー ブルーレイ&DVDセット（2枚組、2013年9月4日発売）